# 雷神系列運載火箭

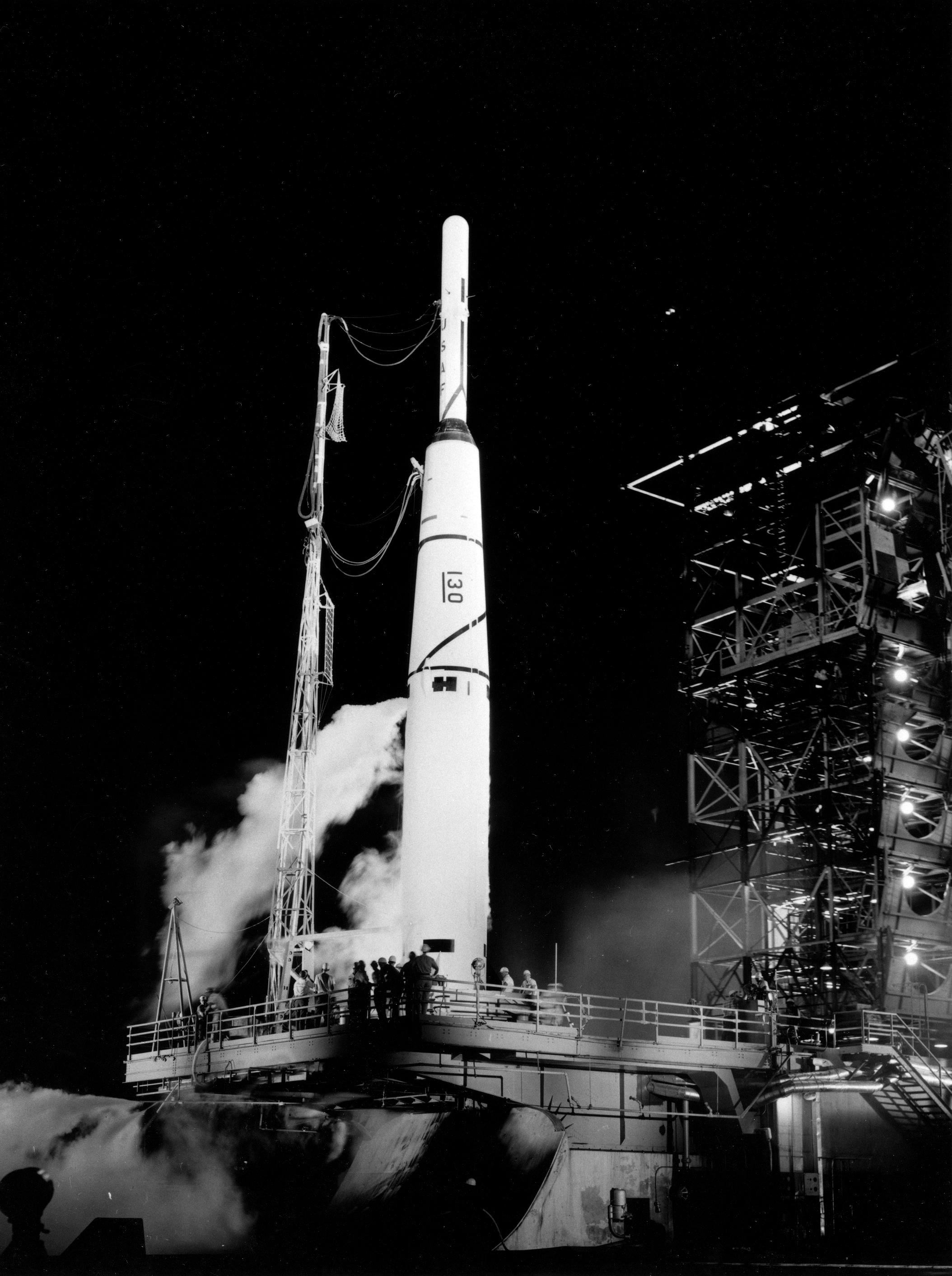
Thor Able 与先鋒1號在佛罗里达州卡纳维拉尔角

雷神系列運載火箭（英語：Thor）是美國在PGM-17雷神弹道导弹的基础上開發的一次性使用運載系統，1958年首次發射，其后发展为德尔塔系列运载火箭。
雷神火箭使用雷神导弹作为第一级，使用多种不同的上面级，其中第四个上面级和雷神的组合用希腊字母表的第四个字母德尔塔称为“雷神-德尔塔”。